# Панченко Матвій Олександрович
Матвій Олександрович Панченко (нар. 4 лютого 2006, Кривий Ріг, Дніпропетровська область, Україна) — український футболіст, опорний півзахисник харківського «Металіста 1925».

## Клубна кар'єра
Народився в Кривому Розі. У ДЮФЛУ з 2016 по 2022 рік виступав за «Пенуел» (Кривий Ріг) та харківський «Металіст 1925». З серпня 2022 року протягом півроку виступав за молодіжну команду польського клубу «Корона» (Кельці).
Наприкінці березня 2023 року повернувся до «Металіста 1925». У сезонах 2022/23 та 2023/24 виступав у юнацькому (U-19) чемпіонаті України. Вперше до заявки першої команди харків'ян потрапив 27 вересня 2023 року в програному (0:3) домашньому поєдинку кубку України проти полтавської «Ворскли», але просидів усі 90 хвилин на лаві запасних. За першу команду «Металіста 1925» дебютував 26 липня 2024 року в матчі турніру за місце в УПЛ проти «Лівого берега». Панченко вийшов на поле на 75-й хвилині замість Владлена Юрченка. Основний час того матчу завершився з рахунком 1:1, а Панченко забив гол у серії післяматчевих пенальті, яку «Металіст 1925» програв з рахунком 4:5. Крім цього, в сезоні 2024/25 провів за основну команду харків'ян 4 поєдинки у першій лізі України та 2 в кубку України.
Паралельно в сезоні 2024/25 виступав за «Металіст 1925-2». Першими голами у дорослому футболі відзачився у футболці вище вказаної команди, 2 вересня 2024 року на 59-й та 73-й хвилинах переможного (3:1) домашнього поєдинку 4-го туру другої ліги України проти полтавської «Ворскли-2». Матвій вийшов на поле в стартовому складі та відіграв увесь матч. Загалом провів за «дубль» харків'ян 11 матчів та відзначився 3-ма голами у другій лізі.

## Збірна України
У квітні 2024 року Панченко разом із ще двома гравцями «Металіста 1925», Єгором Потапенком і Самуелем Обінайя, був викликаний на тренувальний збір юнацької збірної України U-19. 30 квітня Матвій взяв участь у товариському матчі збірної України проти клубу «Діназ» (0:0), відігравши другий тайм поєдинку. Гра була товариською і до офіційної статистики не вносилася.

## Досягнення
«Металіст 1925»:
 Бронзовий призер Першой ліги України: 2024/25